# خاميس رودريغيز
خاميس دافيد رودريغيز روبيو (بالإسبانية: James David Rodríguez Rubio) (تلفظ بالإسبانية: /ˈxamez roˈðɾiɣes/؛ مواليد 12 يوليو 1991) والمعروف بـ خاميس، هو لاعب كرة قدم كولومبي يلعب في مركزي الجناح وصانع الألعاب مع كلوب ليون المكسيكي. صُنف رودريغيز بأنه واحدٌ من أفضل اللاعبين في العالم. وقد تلقى الثناء على أسلوبه في اللعب، ومهارته كصانع ألعاب، حيث أشير إلى أنه سيكون خليفة لمواطنه كارلوس فالديراما.
أصبح رودريغيز معروفاً في أوروبا خلال الفترة التي قضاها في بورتو، حيث فاز بالعديد من الجوائز الفردية خلال مسيرته التي قضاها مع النادي البرتغالي والتي استمرت لثلاث سنوات. في عام 2014، انتقل رودريغيز من موناكو إلى ريال مدريد مقابل مبلغ ثمانين مليون يورو، مما جعله أغلى لاعب كولومبي في التاريخ، متفوقًا على مواطنه راداميل فالكاو، الذي يعتبر من أغلى لاعبي كرة القدم.
فاز بالحذاء الذهبي لكأس العالم 2014 كهداف للبطولة حيث أحرز 6 أهداف، وكان جزءاً من التشكيلة التي وضعتها الفيفا لأفضل 11 لاعب في البطولة.

## النشأة
ولد في كوكوتا،كولومبيا قضى خاميس طفولته في مدينة إيباغيه، توليما. والديه هم لويلسون خاميس رودريغيز بيدويا وماريا ديل بيلار روبيو.

## مسيرته الكروية

### البداية مع إنفيغادو
بدأ خاميس مسيرته المهنية في كرة القدم في عام 2006 مع النادي الكولومبي الثاني في الدرجة الثانية إنفيغادو، الذي وصل الدوري الكولومبي الدرجة الأولى في عام 2007. خاميس هو ثاني أصغر لاعب كولومبي بدأ مسيرة المهنية، ولعب أول مباراة له في 21 مايو 2006 في سن 14.

### بانفيلد
في عام 2008، وقع خاميس مع الفريق الأرجنتيني بانفيلد. ولعب أول مباراة مع الفريق الأول في 7 فبراير 2009 وسجل هدفه الأول للنادي في 27 فبراير مع تسديدة صاروخية بعيدة المدى في المباراة التي فاز بها فريقة بنتيجة 3–1 على روزاريو سنترال. ولعب معهم حتى عام 2010 حينما أنتقل إلى نادي بورتو.

### بورتو
في 6 يوليو 2010، وقع خاميس مع بورتو بمبلغ 5.1 مليون يورو، مع 30٪ من الحقوق الاقتصادية التي تحتفظ بها الأطراف الأخرى. ووقع عقداً مدته 4 سنوات مع شرط جزائي وقدرة 30 مليون يورو. وبعد ذلك باع بورتو حقوقا اقتصادية بنسبة 10٪ للأطراف الثالثة. في 18 يوليو، لعب أول مباراة له وسجل هدفه الأول في المباراة الودية ضد أياكس. في نوفمبر، باع بورتو 35٪ من الحقوق الاقتصادية (نصف 70٪) لـ S.A.R.L. مقابل 2,5 مليون يورو. ولعب مع بورتو حتى عام 2013 لينتقل بعد ذلك لنادي موناكو.

### موناكو
في 25 مايو 2013، أعلن أن خاميس انضم إلى النادي الفرنسي موناكو في صفقة بلغت قيمتها 45 مليون يورو، ثاني أغلى انتقال في تاريخ كرة القدم البرتغالية خلف زميله السابق هالك. ووقع خاميس بعد ذلك عقدا مدته خمس سنوات ليبقى مع النادي إلى عام 2018. هذا الانتقال جعله ليس فقط واحدة من أغلى الصفقات في تاريخ النادي، ولكن في تاريخ الدوري الفرنسي أيضا. في وسائل الإعلام الفرنسية، كان يشار إلى خاميس بأنه «ربما» أفضل لاعب الدوري الفرنسي بسبب الأداء الذي قدمة في موسمه الأول مع موناكو، على الرغم من أنه ذكر أنه ما زال يحتاج إلى مزيد من الوقت في الدوري للتأقلم بشكل كامل. بعد التوقف الدولي، سجل خاميس أول ركلة جزاء له مع موناكو وكانت ضد نادي سوشو في المباراة التي فازوا فيها بنتيجة 2–1.
أنهى خاميس موسمه الأول بدون بطولات، ورغم ذلك ساعد موناكو على لحجز مقعد في دوري أبطال أوروبا للموسم القادم. وعلى المستوى الفردي، حصل على مكان في تشكيلة الموسم للدوري الفرنسي، وكان أكثر لاعب صنع أهداف بالدوري.

### ريال مدريد
في مقابلة بعد أحد المباريات خلال كأس العالم 2014، يعبر خاميس عن «حبه»، «إعجابه» و «شغفه» لريال مدريد، قائلا إنه سيكون «حلم الحياة» ويقصد باللعب لريال مدريد بعد أن ربطة الشائعات أسمه للانتقال إلى النادي الإسباني.

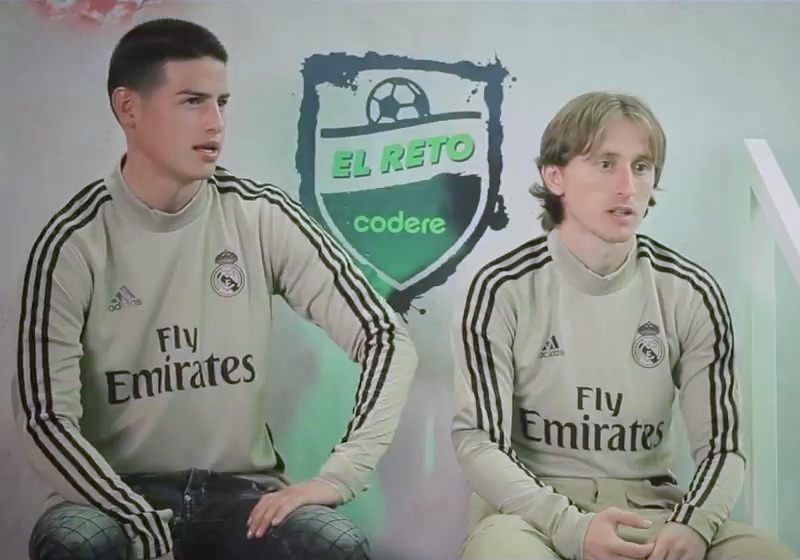
رودريغيز مع ريال مدريد برفقة لوكا مودريتش

في 22 يوليو 2014، أكد خاميس الشائعات عن طريق توقيعه لعقد لمدة ست سنوات مع النادي الإسباني في صفقة لم يكشف عن قيمتها، وذكرت بعض الصحافة أن قيمتها تقرب من 80 مليون يورو. هذا الانتقال جعله رابع أغلى لاعب في التاريخ، وهو ثالث أغلى صفقة في تاريخ ريال مدريد وأغلى كولومبيحتى الآن بعد تجاوزة لرادميل فالكاو الذي أنتقل إلى موناكو في عام 2013 مقابل 60 مليون يورو. المبلغ الذي أنفق على صفقتة ه دفع الكثيرين إلى جعل خاميس كغلاكتيكو ويرجع الفضل في ذلك لأنه تم اعطاءه القميص رقم 10 الذي يحمل إرث أساطير ريال مدريد مثل لويس فيغو، فيرينتس بوشكاش. وهو نفس الرقم الذي كان يرتديه قدوته زين الدين زيدان مع منتخب بلاده.
كان في استقبال خاميس 45 ألف متفرج. وألقى السفير الكولومبي في مدريد كلمة في هذا الحدث، وحمل رسالة من الرئيس الكولومبيخوان مانويل سانتوس أن خاميس كان يغير تاريخ كرة القدم الكولومبية وأن الأمة الكولومبية كلها وراءه وتدعمة. وتبعه رئيس ريال مدريد فلورنتينو بيريز بخطاب خاص به، قائلا إنه يرحب بخاميس، «العاشق» و«المشجع الكبير» للنادي الذي لن ينسى أبدا هذا اليوم الذي أصبح فيه حلمه حقيقة. وفاز خاميس بأول موسم له مع ريال مدريد بلقب كأس السوبر الأوروبي 2014 وكأس العالم للأندية 2014، وفي الموسم الثاني فاز بلقب دوري أبطال أوروبا للمرة الأولى في تاريخة، وفي الموسم الثالث فاز مع النادي بأربع بطولات بداية بكأس السوبر الأوروبي 2016 مروراً بكأس العالم للاندية 2016 والدوري الإسباني للمرة الأولى وأخيراً بلقب دوري أبطال أوروبا للمرة الثانية في تاريخة والثانية على التوالي.

#### إعارته إلى بايرن ميونخ

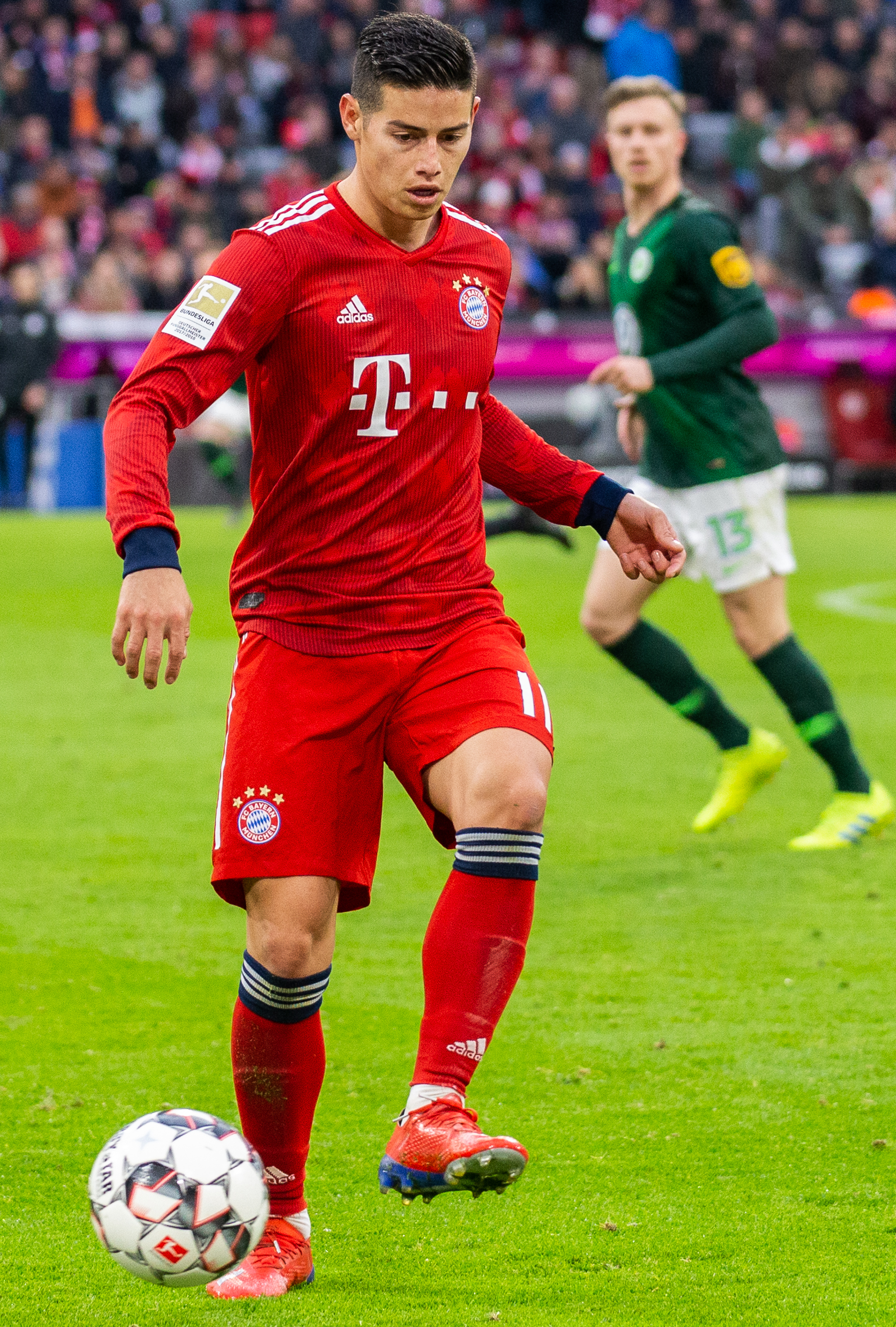
رودريغيز في مباراة مع بايرن ميونخ عام 2019

في 11 يوليو 2017، أعلن الفريق الإسباني ريال مدريد والمتوج مؤخرا بنسخة دوري أبطال أوروبا 2016–17 عن رحيل لاعب الوسط الكولومبي خاميس رودريغيز نحو الفريق الألماني بايرن ميونخ، على سبيل الإعارة لمدة سنتان مقابل 5 ملايين يورو فقط، مع أحقية الشراء مقابل 35 مليون يورو.

#### عودته لريال مدريد
بعد عودته إلى مدريد، لعب ثماني مباريات خلال موسم الدوري، حيث فاز ريال مدريد بلقب الدوري الإسباني لموسم 2019–20.

### إيفرتون
في سبتمبر 2020، انضم خاميس إلى نادي إيفرتون في الدوري الإنجليزي الممتاز بموجب صفقة لمدة عامين، مع خيار التجديد لموسم ثالث. هذا الاتفاق أعاد شمله مرة أخرى مع المدير الفني كارلو أنشيلوتي. شارك لأول مرة في وقت لاحق من ذلك الشهر في الفوز 1–0 خارج أرضه أمام توتنهام هوتسبير في مباراته الأولى لموسم 2020–21 في الدوري. في الأسبوع التالي سجل هدفه الأول مع إيفرتون في أول مشاركة له على أرضه، في مباراة الفوز 5–2 في الدوري على وست بروميتش ألبيون. سجل خاميس ثنائية وصنع هدف آخر لزملائه في الفوز 4–2 على ملعب غوديسون بارك ضد برايتون في 3 أكتوبر 2020.

## مسيرته الدولية

### الشباب
الظهور الأول له مع المنتخب الوطني كان تحت 20 سنة، حيث كان قائد الفريق في مسابقة تولون في عام 2011، والتي فاز فيها مع منتخب بلاده. هو أيضاً قاد تشكيلة منتخب بلاده التي شاركت في كأس العالم للشباب تحت 20 سنة 2011.

### المنتخب الأول

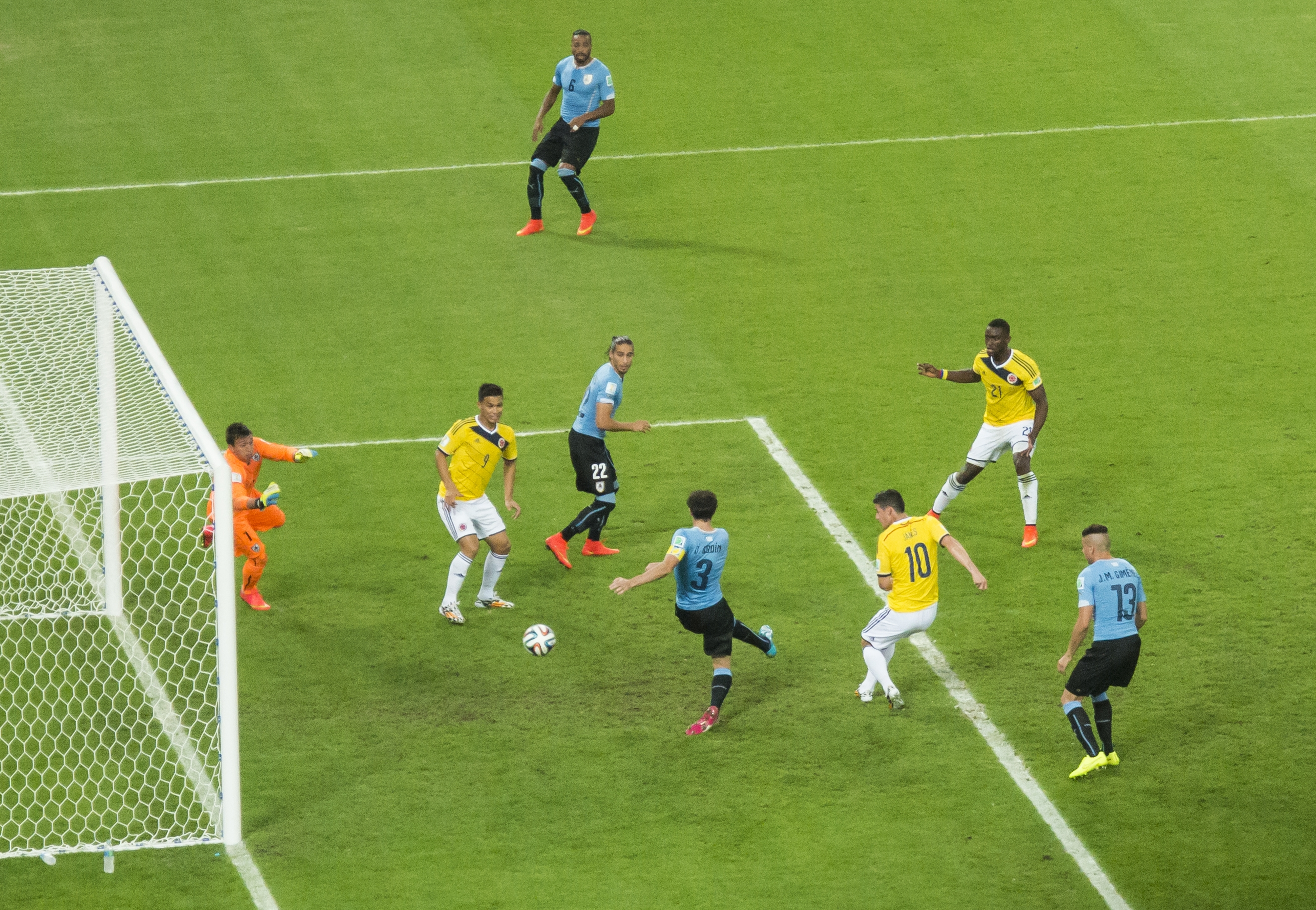
خاميس لحظة تسجيلة هدفه الثاني على الأوروغواي في مباراة دور الـ16 في كأس العالم 2014.

#### كأس العالم 2014
بعد أدائه اللافت تم أستدعاء خاميس للمنتخب الأول وهو لم يكن قد تخطى العشرين عاماً. تم اختياره للمشاركة في نهائيات كأس العالم 2014، حيث فاز بالحذاء الذهبي كهداف بطولة كأس العالم 2014 حيث احرز 6 اهداف، وكان جزءاً من التشكيلة التي وضعتها الفيفا لأفضل 11 لاعب في البطولة.

#### كوبا أمريكا 2015 وكوبا أمريكا المئوية

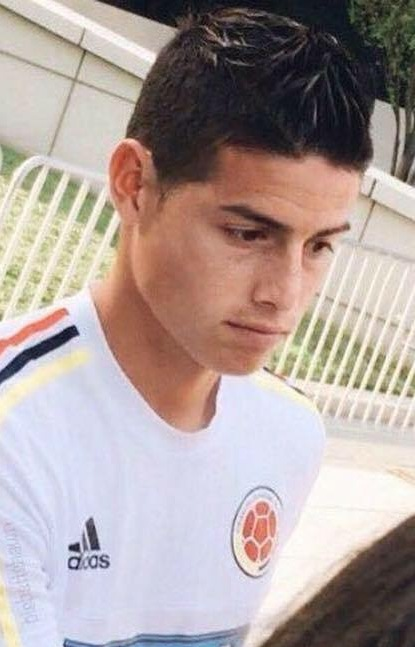
خاميس يستعد للتدريبات في شيكاغو، إلينوي من أجل كوبا أمريكا المئوية، في يونيو 2016.

تم استدعاء خاميس لتمثيل منتخب كولومبيا في كوبا أمريكا 2015 في تشيلي، حيث تم إقصاء منتخبه من نصف النهاي بنتيجة 5–4 في ركلات الترجيح ضد الأرجنتين في 27 يونيو، بعد التعادل الأشواط الأصلية الأشواط الإضافية بنتيجة 0–0.
في الصيف التالي، انضم خاميس إلى منتخب كولومبيا من أجل كوبا أمريكا المئوية، وكان قائد المنتخب. في 3 يونيو، لعب منتخب كولومبيا في المباراة الافتتاحية ضد المنتخب المستضيف الولايات المتحدة وأنتهت المباراة بفوز منتخبه بنتيجة 2–0، وسجل هدف فريقه الثاني من ركلة جزاء على الرغم من أنه اضطر للخروج في وقت مبكر بسبب الإصابة. كان يخشى في البداية أنه لن يتمكن من المشاركة في المباراة الثانية ضد منتخب باراغواي، لكنه عاد في الوقت المناسب ليبدأ المباراة، وسجل هدف كولومبيا الأول، وسجل في وقت لاحق هدف الفوز 2–1 الهدف الذي حجز لفريقة مكانا في الدور ربع النهائي من البطولة. ولكنه خسر في نصف النهائي من بطل البطولة منتخب تشيلي، ولعب مباراة تحديد المركز الثالث ضد الولايات المتحدة وفازوا بالمباراة بنتيجة 0–1.

#### كأس العالم 2018
في 4 يونيو 2018، تم اختيار خاميس ضمن تشكيلة المنتخب الكولومبي المكونة من 23 لاعب للمشاركة في كأس العالم 2018 في روسيا. [153] لم يلعب خاميس كأساسي في المباراة الافتتاحية ضد اليابان بسبب إصابته في الساق خلال التدريب. ودخل كبديل عن خوان كينتيرو في الدقيقة 59. في 24 يونيو 2018، صنع هدفين في مباراة الفوز 3–0 على بولندا وأختير كرجل المباراة. أضطر خاميس للخروج في الدقيقة 30 من المباراة الختامية لمرحلة المجموعات ضد السنغال بسبب الإصابة. لعب خاميس في جميع المباريات الثلاث خلال مرحلة المجموعات، لكنه اضطر إلى الجلوس خارج قائمة كولومبيا في مباراة دور الستة عشر ضد إنجلترا بسبب الإصابة. خسرت كولومبيا 4–3 بضربات الجزاء وتم إقصاءها من كأس العالم. لم يتمكن خاميس من التسجيل في تلك المباريات الثلاث.

## الإحصائيات

### النادي
آخر تحديث 17 مايو 2021.
| النادي              | الموسم   | الدوري | الدوري  | الكأس  | الكأس   | كأس الدوري | كأس الدوري | قاري   | قاري    | أخرى   | أخرى    | المجموع | المجموع | م.     |
| النادي              | الموسم   | الظهور | الأهداف | الظهور | الأهداف | الظهور     | الأهداف    | الظهور | الأهداف | الظهور | الأهداف | الظهور  | الأهداف | م.     |
| ------------------- | -------- | ------ | ------- | ------ | ------- | ---------- | ---------- | ------ | ------- | ------ | ------- | ------- | ------- | ------ |
| إنفيغادو            | 2007     | 8      | 0       | —      | —       | —          | —          | —      | —       | —      | —       | 8       | 0       |        |
| إنفيغادو            | 2008     | 22     | 9       | —      | —       | —          | —          | —      | —       | —      | —       | 22      | 9       |        |
| إنفيغادو            | المجموع  | 30     | 9       | —      | —       | —          | —          | —      | —       | —      | —       | 30      | 9       | —      |
| بانفيلد             | 2008–09  | 11     | 1       | —      | —       | —          | —          | —      | —       | —      | —       | 11      | 1       | [ 71 ] |
| بانفيلد             | 2009–10  | 30     | 4       | —      | —       | —          | —          | 8      | 5       | —      | —       | 38      | 9       | [ 71 ] |
| بانفيلد             | المجموع  | 41     | 5       | —      | —       | —          | —          | 8      | 5       | —      | —       | 49      | 10      | —      |
| بورتو               | 2010–11  | 15     | 2       | 5      | 3       | 2          | 0          | 9      | 1       | —      | —       | 31      | 6       | [ 72 ] |
| بورتو               | 2011–12  | 26     | 13      | 1      | 0       | 3          | 0          | 8      | 1       | —      | —       | 38      | 14      | [ 72 ] |
| بورتو               | 2012–13  | 24     | 10      | 2      | 0       | 3          | 1          | 8      | 1       | 1      | 0       | 38      | 12      | [ 72 ] |
| بورتو               | المجموع  | 65     | 25      | 8      | 3       | 8          | 1          | 25     | 3       | 1      | 0       | 107     | 32      | —      |
| موناكو              | 2013–14  | 34     | 9       | 3      | 1       | 1          | 0          | —      | —       | —      | —       | 38      | 10      | [ 72 ] |
| ريال مدريد          | 2014–15  | 29     | 13      | 4      | 2       | —          | —          | 9      | 1       | 4      | 1       | 46      | 17      | [ 72 ] |
| ريال مدريد          | 2015–16  | 26     | 7       | 1      | 0       | —          | —          | 5      | 1       | —      | —       | 32      | 8       | [ 72 ] |
| ريال مدريد          | 2016–17  | 22     | 8       | 3      | 3       | —          | —          | 6      | 0       | 2      | 0       | 33      | 11      | [ 72 ] |
| ريال مدريد          | 2019–20  | 8      | 1       | 3      | 0       | —          | —          | 2      | 0       | 1      | 0       | 14      | 1       | [ 72 ] |
| ريال مدريد          | المجموع  | 77     | 28      | 8      | 5       | —          | —          | 20     | 2       | 6      | 1       | 111     | 36      | —      |
| بايرن ميونخ (إعارة) | 2017–18  | 23     | 7       | 4      | 0       | —          | —          | 12     | 1       | 0      | 0       | 39      | 8       | [ 73 ] |
| بايرن ميونخ (إعارة) | 2018–19  | 20     | 7       | 3      | 0       | —          | —          | 5      | 0       | 0      | 0       | 28      | 7       | [ 72 ] |
| بايرن ميونخ (إعارة) | المجموع  | 43     | 14      | 7      | 0       | —          | —          | 17     | 1       | 0      | 0       | 67      | 15      | —      |
| إيفرتون             | 2020–21  | 23     | 6       | 2      | 0       | 1          | 0          | —      | —       | —      | —       | 26      | 6       | [ 72 ] |
| الإجمالي            | الإجمالي | 322    | 96      | 31     | 9       | 10         | 1          | 72     | 11      | 8      | 1       | 442     | 119     | —      |

1. ↑  المباريات في كوبا ليبرتادوريس.
2. ↑  المباريات في الدوري الأوروبي.
3. ↑  المباريات في دوري أبطال أوروبا والدوري الأوروبي.
4. 1 2 3 4 5 6  المباريات في دوري أبطال أوروبا
5. ↑  المباريات في كأس السوبر البرتغالي.
6. ↑  المباريات في كأس السوبر الإسباني، كأس السوبر الأوروبي وكأس العالم للأندية.
7. 1 2  المباريات في كأس السوبر الأوروبي وكأس العالم للأندية.

### المنتخب

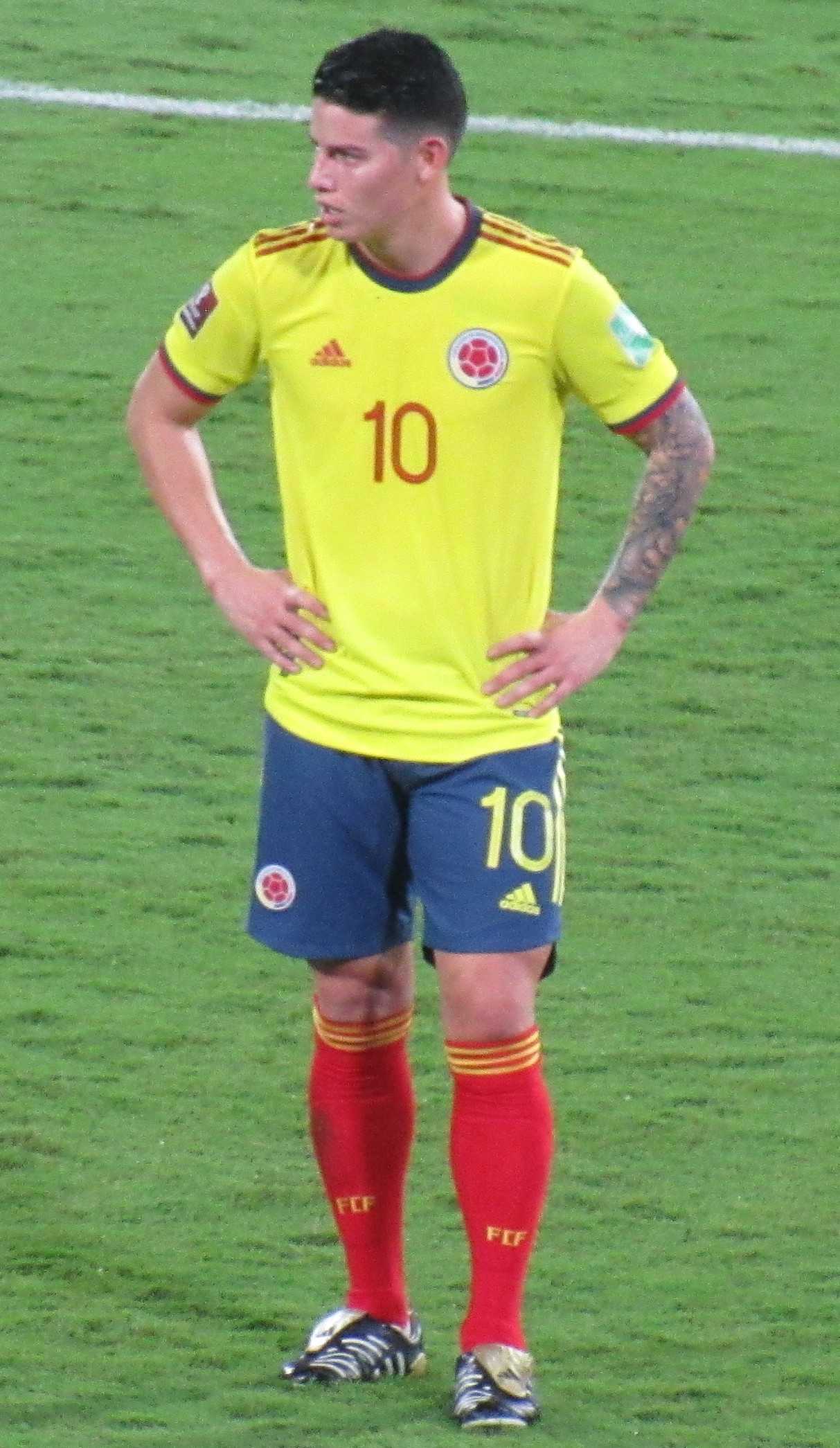
خاميس رودريغيز مع المنتخب الكولومبي عام 2022

آخر تحديث 28 يونيو 2019.
| كولومبيا | كولومبيا | كولومبيا |
| العام    | الظهور   | الأهداف  |
| -------- | -------- | -------- |
| 2011     | 3        | 0        |
| 2012     | 7        | 2        |
| 2013     | 10       | 1        |
| 2014     | 12       | 9        |
| 2015     | 8        | 1        |
| 2016     | 12       | 4        |
| 2017     | 8        | 4        |
| 2018     | 8        | 1        |
| 2019     | 8        | 0        |
| المجموع  | 76       | 22       |

## الإنجازات

### الجماعية

#### إنفيغادو
- الدوري الكولومبي: 2007

#### بانفيلد
- الدوري الأرجنتيني: 2009[75]

#### بورتو
- الدوري الأوروبي: 2010–11
- الدوري البرتغالي: 2010–11، 2011–12، 2012–13
- كأس البرتغال: 2010–11
- كأس السوبر البرتغالي: 2010، 2011، 2012

#### ريال مدريد
- الدوري الإسباني: 2016–17،[76] 2019–20[77]
- كأس السوبر الإسباني: 2019–20[78]
- دوري أبطال أوروبا: 2015–16،[79] 2016–17[80]
- كأس السوبر الأوروبي: 2014،[81] 2016[82]
- كأس العالم للأندية: 2014،[83] 2016[84]

#### بايرن ميونخ
- الدوري الألماني: 2017–18، 2018–19
- كأس ألمانيا: 2018–19

### المنتخب

#### كولومبيا
- بطولة تولون المركز الثالث: 2011

### الفردية
- جائزة الحذاء الذهبي – كأس العالم: 2014
- فريق الأحلام – كأس العالم: 2014
- فريق كاسترول لكل النجوم – كأس العالم: 2014
- جائزة هدف البطولة – كأس العالم: 2014
- جائزة بوشكاش لأفضل هدف: 2014
- جائزة أفضل لاعب - كوبا أمريكا :2024[85]

| سبقه توماس مولر | هداف كأس العالم 2014 | تبعه هاري كين |

## وصلات خارجية
- خاميس رودريغيز على موقع الاتحاد الدولي (مؤرشف)  (الإنجليزية)
- خاميس رودريغيز على موقع الاتحاد الأوربي (الإنجليزية)
- خاميس رودريغيز على موقع قاعدة بيانات كرة القدم.إي يو (الإنجليزية)
- خاميس رودريغيز على موقع ليكيب (الفرنسية)
- خاميس رودريغيز على موقع ناشيونال فوتبول تيمز (الإنجليزية)
- خاميس رودريغيز على موقع Soccerbase.com (لاعب) (الإنجليزية)
- خاميس رودريغيز على موقع Soccerway.com (الإنجليزية)
- خاميس رودريغيز على موقع عالم كرة القدم.نت (الإنجليزية)